# Danh Vö

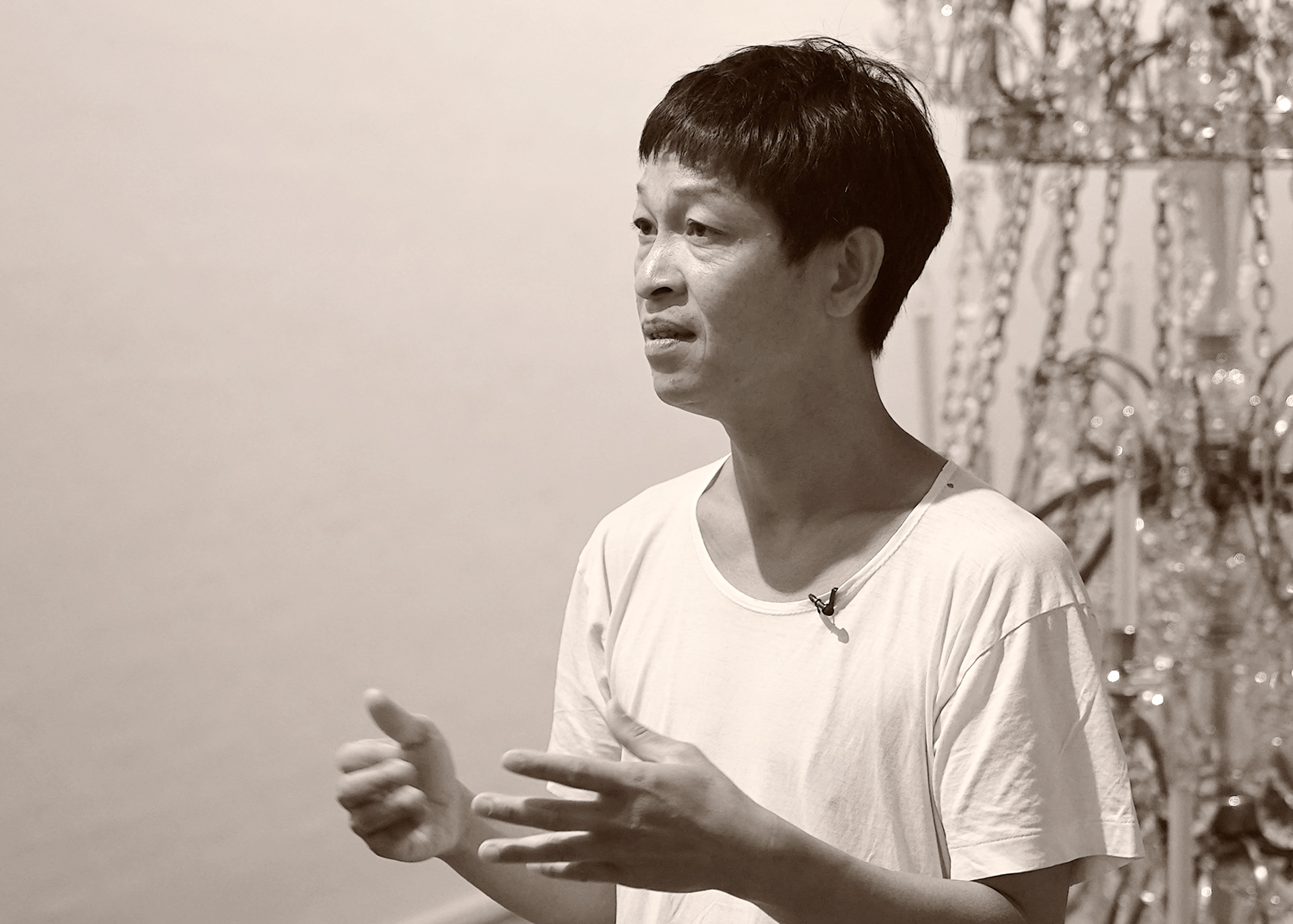
Danh Vō (2018)

Danh Vö (Bà Ria, 1975) es un artista conceptual, escultor e instalador danés de origen vietnamita. Actualmente vive y trabaja en Berlín, Alemania. En sus obras explora los temas de la apropiación y la fragmentación, incorporando su experiencia como ciudadano danés nacido en Vietnam y usando con frecuencia su propia vida como material.

## Biografía
Danh Vo nació en Vietnam, en la provincia de Bà Ria, en 1975. Con la victoria de los comunistas y la caída de Saigón, 20.000 familias vietnamitas, entre ellas la de Danh Vö, fueron confinadas a la isla de Phú Quôc, hasta que, cuatro años más tarde, el padre del artista construyó una precaria embarcación con la que intentaron alcanzar Estados Unidos. Un barco perteneciente a la Danish Maresk shipping company los rescató y la familia de Vö se estableció en Dinamarca, donde el artista se crio y se formó. Los eventos que lo llevaron a él y a su familia a emigrar de Vietnam y su integración y asimilación de la cultura europea quedan reflejados en su obra, en la que se hallan constantes referencias al colonialismo y la emigración. Su trabajo está construido a partir de vestigios de su propia historia y de la general, de forma que quedan yuxtapuestos lo histórico y lo personal. 
En 2005 dejó la Royal Danish Academy of Fine arts de Copenhague y continuó los estudios en la Städelschule de Fráncfort del Meno. Es a partir de entonces que se establece en Berlín. En 2006 obtuvo una beca para estudiar en la residencia de Villa Aurora en Los Ángeles.

## Obra

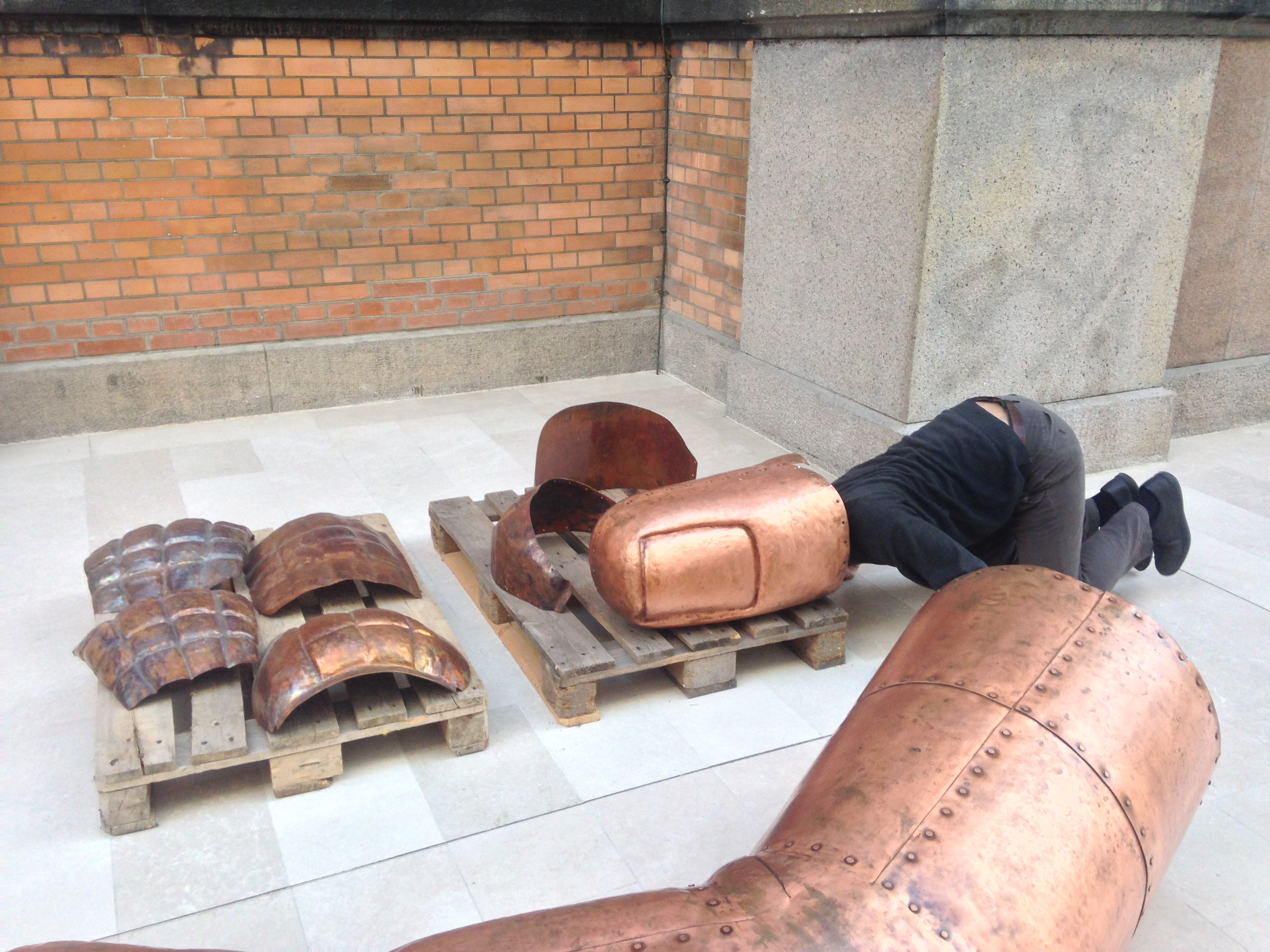
Instalación de "We The People", 2010-2013, en la National Gallery of Denmark en 2013

En sus trabajos, Danh Vö reflexiona con frecuencia acerca de los conceptos de propiedad e identidad mediante el uso de documentos personales y la apropiación de las obras de otros artistas. Por ejemplo, durante sus viajes Vö descubrió una carta de despedida escrita en 1861 por un misionero francés que estaba trabajando en Asia. La carta se la escribió a su padre en la víspera de su ejecución, uno de los muchos asesinatos que propició la colonización francesa de Vietnam a mediados del siglo XIX. Danh Vö le pidió a su padre que reescribiera la carta en su excepcional caligrafía y le mandara una transcripción original de la carta a todo aquel que estuviera dispuesto a pagar 100 euros por ella y que archivara todos los intercambios. Más de 200 transcripciones se han extendido de forma viral a individuales e instituciones por todo el mundo. Esta obra, que el artista tituló Última carta de Saint Théophane Vénard a su padre antes de ser decapitado, copiada por Phung Vo (1861/2009) trata de borrar la distancia cronológica entre las décadas de 1860, 1960 y 2000, al mismo tiempo que arroja luz sobre un episodio algo oscuro de la historia de Vietnam. La obra responde a la constante necesidad de Danh Vö de cuestionar la historia personal y colectiva desde dentro (desde lo íntimo) hacia afuera.
Vö tiende a situar sus trabajos en una dimensión cronológica en suspensión, por lo que no es sorprendente que algunos de sus trabajos actualmente dispongan de un final abierto. La obra conceptual Vo Rosasco Rasmussen (2002–) es una acción en la que tiene lugar el matrimonio del artista y el inmediato divorcio con una creciente lista de personas importantes en su vida. Tras cada matrimonio, Vö conserva el apellido de su última supuesta esposa. Actualmente, su nombre completo es Trung Ky Danh Vo Rosaco Rasmussen, pero esta lista de apellidos puede seguir creciendo hasta la muerte del artista. Desde un punto de vista romántico, la obra manifiesta el deseo de llevar siempre con nosotros algo de aquella persona a la que amamos. Pero también hace referencia a las leyes de migración por las cuales los inmigrantes deben cambiar su nombre para residir en un nuevo país. 
Oma Totem (2009) es una escultura en la que se apilan los regalos de bienvenida de la abuela del artista por su llegada a Alemania en los 80 . Estos son un televisor, una lavadora y una nevera adornada con un crucifijo, entre otros objetos. 
En la instalación Chandelier from the former ballroom of the Hotel Majestic, Paris desmonta una lámpara de araña que representa la que en 1973 iluminó la Conferencia de París, que buscaba un armisticio en la guerra de Vietnam. El tratado de alto el fuego se firmó y casi al mismo momento ya se había incumplido. Las piezas desmontadas de la lámpara son trozos de un objeto inútil que remiten al fracaso de las negociaciones de la Conferencia de París. Un pacto hecho piezas.
En We the People, creada entre 2010 y 2012, Vo replica, en medidas reales, la piel de cobre de 30 toneladas que recubre la Estatua de la Libertad. En lugar de unir las 300 piezas de cobre que la forman, las dispersa por 15 países en diversas instalaciones, generando así una suerte de emigración forzada. Al artista le sorprendió la delgadez de dicha estructura de cobre, el hecho de que un monumento tan fuerte e icónico que simboliza la libertad, sea en realidad tan frágil. Vö creyó que “Sería interesante hacer algo que a la gente le resulta tan familiar, con todas las diversas formas en las que la gente se proyecta en la escultura, e intentar desestabilizar tu propia percepción de ella”.
En la obra Tombstone for Phùng Vo instala una lápida funeraria en los jardines del Walker Art Museum (Minnesota, Estados Unidos) en la que se lee: Here lies one whose name was writ in water, (“Aquí yace uno cuyo nombre fue escrito en el agua”), que será colocada en la tumba de su padre (Phùng Vo) en Dinamarca cuando muera.
Danh Vö valora mucho las serendipias, los hallazgos afortunados, que forman parte también de su obra. No cree que sea él quien escoge los temas, sino al revés. “Uno trata de ser receptivo a ciertas cosas. Sin embargo nunca puedes predecir lo que va a aterrizar en tu regazo”.  Un buen ejemplo de esto es la subasta en Sotheby’s de la herencia de Robert S. McNamara,  (antiguo secretario de Estado Defensa de los Estados Unidos, fue el arquitecto de la guerra de Vietnam), en 2013. Danh Vo adquirió en la sala de pujas 14 objetos, algunos de los cuales alteró y otros se dejaron intactos, y más tarde los dispuso a lo largo de las salas de la galería Marian Goodman. Entre esos objetos se encontraban el bolígrafo que se usó para firmar el memorándum del Golfo de Tonkin y una fotografía de 1994 de Ansel Adams. Con esto, Danh Vö abre un diálogo sobre las historias privadas y compartidas.

## Exhibiciones
Ha expuesto individualmente en museos e instituciones como la Royal Academy of Arts de Londres (2001), el Stedelijk Museum de Ámsterdam (2008), el Statens Museum for Kunst de Copenhague (2010–11, 2012), la Kunsthalle Fridericianum de Kassel (2011), el Musée d’art moderne de la Ville de París (2013), en el Museo Júmex de la Ciudad de México (2015) o en el Museo Reina Sofía Madrid (1 de octubre de 2015 - 28 de marzo de 2016)
Además, ha participado en múltiples muestras colectivas como las bienales de Berlín (2010, 2014), Singapur (2011), Venecia (2013 y 2015) o el Whitney Museum de Nueva York (2014); la Kunsthalle de Basilea (2010) y exposiciones en espacios como el Instituto de Arte de Chicago (2012),  la Kunsthaus Bregenz de Austria (2012) o el Centre Georges Pompidou de París (2014). Durante 2013 formó parte de varias muestras en el Guggenheim de Nueva York y la Villa Medici de Roma.
Ha comisariado, junto a Caroline Bourgeois, Slip of the Tongue (Punta della Dogana, François Pinault Collection, 2015).

## Premios y reconocimientos
Danh Vo ha recibido diferentes galardones como el Premio Hugo Boss (2012) y el premio Arte de la BlauOrange del Deutschen Volksbanken und Raiffeisenbanken de Berlín (2007). 
Fue también nominado al Premio de la Nationalgalerie de Arte Joven en 2009.